# Georg Fischer Verlag
Georg Fischer Verlag war ein Verlag, der insbesondere Heimatliteratur, christliche und pädagogische Schriften, Kinderbücher sowie Publikationen aus den Bereichen der Geologie und Geografie verlegte.

## Geschichte
Der Verlag wurde 1906 in Wittlich von Georg Fischer (1881–1962) ins Leben gerufen. Die Gründung eines Lehrerseminars zu Beginn des 20. Jahrhunderts war der Anlass für die Verlagsgründung. Demzufolge bildeten auch pädagogische Lehrbücher das Fundament der Verlagstätigkeit. 
Zwischen 1934 und 1937 veröffentlichte der Verlag sechs Bände (mit ca. 2000 Seiten Umfang) über den Mystiker Bernhard von Clairvaux, was seinerzeit sehr mutig war. Viele Bilder- und Kinderbücher von Berti Breuer-Weber erschienen im Georg Fischer Verlag. Eine weitere bedeutende Schriftstellerin des Verlags war Clara Viebig. Ihre drei Romane Das Kreuz im Venn, Am Totenmaar und Kinder der Eifel waren äußerst erfolgreich.
1956  musste der Verlag seine Tätigkeit einstellen.